# Philippe Mousset
Philippe Mousset, né le 27 mai 1955 au Gua (Charente-Maritime), est un prélat catholique français, évêque de Pamiers, Couserans et Mirepoix de 2009 à 2014. Il est ensuite nommé évêque de Périgueux et Sarlat en juin 2014.

## Biographie

### Jeunesse et formation
En 1972, Philippe Mousset, fils d'agriculteur, commence des études techniques agricoles à l’Institut rural d’éducation et d’orientation de Cognac, jusqu'en 1974. Il travaille sur l’exploitation agricole familiale et, pendant trois années, dans un centre de gestion et d’économie rurale.
En 1981, il intègre le premier cycle du séminaire inter-diocésain de Poitiers, puis, en 1983, rejoint Bordeaux pour effectuer la seconde partie de son séminaire. Il termine enfin ses études à l’Institut de formation des éducateurs du clergé (IFEC).
Le 22 mai 1988, il est ordonné prêtre pour le diocèse de La Rochelle et Saintes.

### Prêtrise
De 1988 à 1991, il exerce la charge de vicaire paroissial à Notre-Dame de Royan ainsi que celle d'aumônier des collèges et lycées de l’enseignement public de Royan.
De 1991 à 2001, il est responsable de la pastorale des jeunes pour l’agglomération de La Rochelle. Parallèlement, de 1996 à 2008, il est responsable du service diocésain des vocations ainsi que, de 2001 à 2008, responsable de la pastorale des vocations de la province ecclésiastique de Poitiers.
De 2001 à 2003, il est également curé de la paroisse Saint-Paul de Mireuil. Puis, en 2004, il devient vicaire épiscopal jusqu'en 2008, lorsqu'il devient vicaire général du diocèse de La Rochelle pendant un an.

### Épiscopat
Le 8 janvier 2009, il est nommé évêque de Pamiers, Couserans et Mirepoix par le pape Benoît XVI. Il succède alors à Marcel Perrier qui s'est retiré en juin 2008. L'ordination épiscopale de Philippe Mousset a eu lieu le dimanche 15 mars 2009 dans l'ancienne cathédrale Saint-Maurice de Mirepoix.
Le 18 juin 2014, il est nommé évêque de Périgueux et Sarlat par le pape François.
Le 14 septembre 2014, il prend possession de la cathédrale Saint-Front de Périgueux en qualité de nouvel évêque du diocèse de Périgueux et Sarlat.
Au sein de la Conférence des évêques de France, il est membre du Conseil pour les mouvements et associations de fidèles.
Le 28 mars 2016, Philippe Mousset est élu par l'assemblée générale de la Conférence des évêques de France pour un premier mandat de trois ans comme membre de son conseil permanent en tant qu'évêque entre 5 et 10 ans de ministère.

## Devise épiscopale
« Que tous soient un » (Jn 17,21).